# Záchyt neutronu
Záchyt neutronu je jaderná reakce, v níž se srazí atomové jádro s jedním nebo více neutrony, čímž vznikne těžší jádro. Jelikož neutrony nemají elektrický náboj, tak se do jádra dostanou snadněji než kladně nabité protony, které jsou elektrickou silou od souhlasně nabitého jádra odpuzovány.
Záchyt neutronu má důležitou roli při nukleosyntéze těžších prvků. Ve hvězdách k ní dochází dvěma způsoby: rychlým (r-procesem) a pomalým (s-procesem). Jádra s nukleonovým číslem větším než 56 se nemohou vytvořit klasickými jadernými reakcemi (například jadernou fúzí), ale mohou vzniknout záchytem neutronů.

## Záchyt při slabém neutronovém toku
Při slabém neutronovém toku, například v jaderném reaktoru, jádro zachytí jediný neutron. Příkladem může být přírodní zlato 197Au, které se ozářením neutrony přemění na izotop 198Au ve vysoce excitovaném stavu, jenž se rychle přemění na základní stav vyzářením gama fotonu, souhrnně 197Au + n → 198Au + γ, při tomto procesu se nukleonové číslo zvýší o 1. Jsou-li použity tepelné neutrony, jde o tepelný záchyt.
198Au se beta minus přeměnou změní na izotop rtuti 198Hg, zde se zvýší protonové číslo.

## Záchyt při silném neutronovém toku
K r-procesu dochází ve hvězdách, pokud je hustota toku neutronů tak vysoká, že atomová jádra nemají mezi jednotlivými záchyty dostatek času na radioaktivní přeměnu. Dochází k velkému nárůstu nukleonového čísla, zatímco protonové číslo (a tedy i prvek, ke kterému jádro patří) se nemění. Takto vzniklá značně nestabilní jádra se pak sérií mnoha β− přeměn mění na stabilní či nestabilní jádra těžkých prvků.

## Účinný průřez
Účinný (srážkový) průřez vyjadřuje míru pravděpodobnosti, že dojde k interakci mezi jádrem nalézajícím se v poli (v terči) o velikosti 1 m2 a kolmo dopadajícím neutronem, který toto plochu zasáhne, tj. pravděpodobnost jaderné reakce, zde tedy pravděpodobnost záchytu neutronu. Obvykle se udává v barnech (b).
Účinný průřez pro záchyt neutronů je často silně závislý na jejich energii, obecně je nepřímo úměrná rychlosti neutronu vzhledem k jádru. Nejčastěji se měří účinný průřez pro tepelné neutrony a rezonanční integrál, který odpovídá rozdělení absorpčních vrcholů na některých úrovních energie, které jsou specifické pro každý nuklid, často nad úrovní energie tepelných neutronů.

## Význam v termochemii
Záchyt neutronů je důležitým způsobem tvorby izotopů chemických prvků. V důsledku toho byla zavedena standardní entalpie tvorby izotopů.

## Použití
Ke zjištění chemického složení materiálů lze použít neutronovou aktivační analýzu. Přitom se využívá skutečnost, že různé prvky vydávají při absorpci neutronu různé záření. Tato metoda se používá například při výzkumu minerálů.

## Absorbéry neutronů

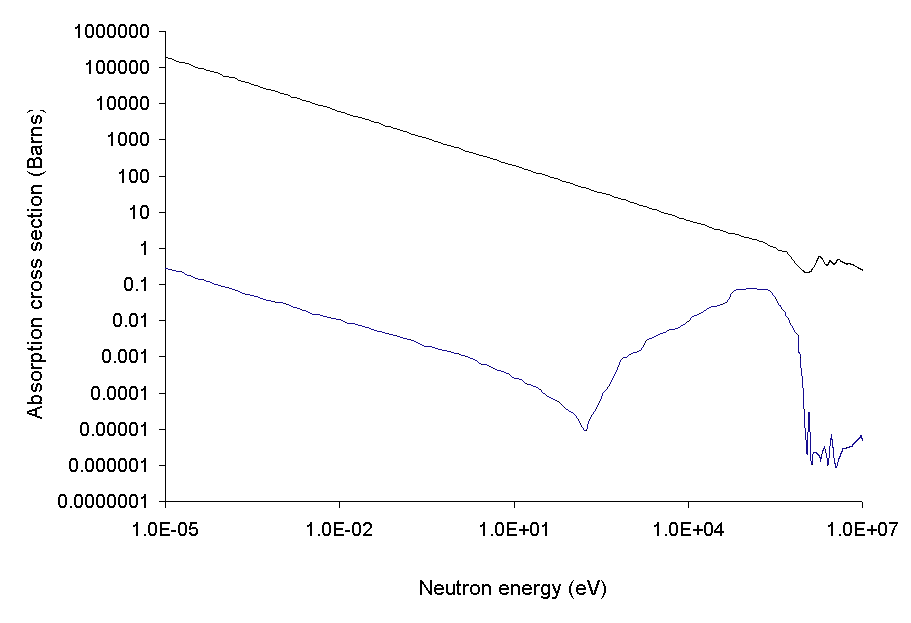
Neutronové účinné průřezy boru (horní křivka odpovídá ^{10}B a spodní odpovídá ^{11}B)

Nejčastějšími absorbéry neutronů jsou 10B a 10B4C v řídících tyčích a kyselina boritá obsažená v chladicí vodě. Používají se také xenon, kadmium, hafnium, gadolinium, kobalt, samarium, titan, dysprosium, erbium, europium, molybden a ytterbium., všechny se obvykle skládají ze směsi různých izotopů, z nichžt některé jsou dobrými pohlcovači neutronů.
Hafnium, jeden z posledních objevených stabilních prvků, je zajímavé tím, že i když je těžším prvkem, tak jeho elektronová konfigurace způsobuje, že je chemicky prakticky totožné se zirkoniem; tyto prvky se vždy vyskytují společně. Jejich jaderné vlastnosti se ovšem značně liší: hafnium absorbuje neutrony mnohem (asi 600krát) lépe než zirkonium a lze jej využít v řídících tyčích, zatímco zirkonium je pro neutrony téměř průhledné. Zirkonium se tak používá na výrobu vnitřních částí reaktoru jako je kovové obložení palivových tyčí, které obsahují také uran, plutonium nebo smíšené oxidy těchto prvků.
Vzájemné oddělení hafnia a zirtkonia je tedy velmi důležité. Lze jej provést pouze za použití moderních ionexů. Podobné se také používají při přepracování jaderného paliva, kdy je potřeba od sebe oddělit uran a plutonium, někdy i thorium.